# Philip Deidesheimer
Philip Deidesheimer (1832 - 21 juillet 1916) est un ingénieur allemand qui a été à l'origine du succès des mineurs sur les gisements d'argent du Comstock Lode, où il teste dès 1860 un système de gros « cubes » qui permet aux mineurs expérimentés d'ouvrir des cavités de taille voulue, en profondeur. Il est arrivé sur place un peu avant Adolph Heinrich Joseph Sutro (1830 – 1898), un autre ingénieur allemand, qui a donné son nom au tunnel de six kilomètres percé à travers la montagne du Nevada.

## Biographie
Né à Darmstadt, Deidesheimer a étudié à l'Académie minière de Fribourg, puis a fait ses classes de mineur à Georgetown, en Californie avant d'être embauché par W. F. Babcock, la société opérant sur l'Ophir Mine en avril 1860. Il y développe sa technologie : les cubes en bois sont modulaires et étayés par des rocs, permettant d'évoluer dans toutes les directions. Il refuse de breveter cette invention, qui profitera à tout le comstock, menant à des galeries de plus en plus profondes. Il sera quinze ans plus tard nommé directeur de la mine par l'actionnaire, la Bank of California, en janvier 1875, lorsque la spéculation bat son plein sur cette mine. Il devient alors le surintendant puis est ruiné par la spéculation à la Bourse de San Francisco en 1878.